# Joe Brown (cầu thủ bóng đá, sinh năm 1920)
Joseph Samuel "Joe" Brown (7 tháng 5 năm 1920 – tháng 5 năm 2004) là một cầu thủ bóng đá người Anh thi đấu ở Football League ở vị trí winger cho Chester. Ông sinh ra ở Bebington.